# 2008年アメリカ合衆国大統領選挙

選挙人の数と面積を比例させたカルトグラム。
オバマの獲得した州 マケインの獲得した州。

2008年アメリカ合衆国大統領選挙（2008ねんアメリカがっしゅうこく だいとうりょうせんきょ、英語: United States presidential election, 2008）は、2008年11月4日に実施された、大統領及び副大統領を選出するための選挙（第56回）である。本項では当該11月4日の本選挙に政党の候補者として立候補する候補を選出する一連の予備選挙を含めて述べる。本選では民主党のバラク・オバマ上院議員（副大統領候補はジョー・バイデン上院議員）と共和党のジョン・マケイン上院議員（副大統領候補はアラスカ州のサラ・ペイリン州知事）が対決し、オバマが選挙人投票でマケインに大差をつけ勝利した。

## 選挙の過程
共和党・民主党に所属して大統領を目指す者は、両党が各州で行う予備選挙・党員集会を通じて、まず党の大統領候補としての指名獲得を目指すことになる。
立候補を予定する者は、正式な出馬表明・立候補申請以前の段階からそれぞれ非公式の活動を始めている。2006年に行われた中間選挙は、2008年の大統領選挙の有力候補者にとって候補者の支援活動・資金集めという観点から重要な意味があった。現職の上院議員で改選期を迎える者は、大統領選挙の前の大きな選挙として中間選挙を戦った。正式な立候補は、2006年から2007年にかけて表明され始めた。
2004年の場合、民主党ではハワード・ディーン候補が2003年秋ごろから最有力候補として名前が大きく取り上げられた。このように、選挙前年の秋ごろから予備選挙に向けた活動が本格化し、メディアは世論調査等の結果に基づき特定の候補を予備選挙における有力候補（front-runners、先行候補）として注目して報道がなされるのが通例であるが、2008年の選挙では、全般的に各候補が選挙運動を早める傾向があることから、先行した有力候補などは2007年に入った以降は各党について大きく取り上げられている。
各候補者の選挙運動が例年に比べ早めに始動したこと、各州が各々の州の予備選挙の重要性を高めるために日程を前倒ししたことから、今回の予備選挙では各州の日程が大幅に繰り上げられる傾向が見られた。民主党では、ミシガン州とフロリダ州が予備選日程を独断で早めた懲罰として、党全国委員会から両州の代議員枠を「ゼロ」とされる事態となった。
また、3月のいわゆるスーパー・チューズデーと呼ばれる複数の主要州での予備選挙実施日も、例年より約1か月ほど早い2008年2月5日の火曜日に設定され、民主党は22州、共和党は21州で予備選挙・党員集会を行った。このため、アメリカメディアはその比重の大きさを表現するために、「メガ・チューズデー」「ツナミ・チューズデー」などと呼んだ。
両党の予備選挙は2008年1月3日のアイオワ州から開始された。最初に結果が出るアイオワ州党員集会やニューハンプシャー州の予備選挙で勝つことにより、候補者は大きな注目を集めることとなり、その後の争いを有利に展開することが出来る。その後予備選は6月まで続くが、通例のように「メガ・チューズデー」までに両党の候補者が実質的に決定すると予測されていた。共和党では「メガ・チューズデー」前にマケイン有利がほぼ確定したが、民主党ではオバマ、ヒラリー・クリントンのデッドヒートが続き、3月4日の「ミニ・チューズデー」では、土俵際まで追い込まれていたヒラリー・クリントンが、4州中3州（テキサス州・オハイオ州・ロードアイランド州）で勝利し決着がつかない状態となった。さらに、予備選後半の大票田であったペンシルベニア州で、ヒラリー・クリントンが9.1%のリードで勝利し、オバマ優位は変わらないものの粘りを見せつけ、戦いは長期化した。しかしノースカロライナ州でオバマが14ポイントの大差で勝ちヒラリーはペンシルベニア以上のダメージを受けた。これがヒラリーにとって致命傷となった。ケンタッキー・オレゴン戦でオバマは一般代議員の半数を超えた。5月31日民主党党規委員会は、予備選日程を前倒しした制裁として代議員数をゼロとされていたフロリダ州およびミシガン州について、代議員の半数を復活させることを決定した。（指名獲得に必要な代議員過半数は、それまでの2,026人から2,118人となった）それでもオバマ優位は変わらず、6月3日の予備選挙最終日、モンタナ州、サウスダコタ州予備選挙で、過半数まで残り40人と迫っていたオバマがついに過半数2,118人を超える2,156人の代議員を獲得して民主党大統領候補の指名を確定させた。
各州の予備選挙・党員集会が一通り行われた後、それぞれの党大会が開かれ、正式に両党の正副大統領候補が決定する。民主党全国大会は2008年8月25日から28日にかけて、コロラド州デンバーで、共和党全国大会は9月1日から4日にかけて、ミネソタ州セントポールで開催された。
選出された各党の候補に対し11月4日に一般投票が実施され、当選者が事実上決定した後、12月15日に選挙人の投票が行われ正式に当選者が決まる。選挙は、2004年アメリカ合衆国大統領選挙と同様に2000年の国勢調査に基づいた選挙人の各州への配分で行われる。選挙人の過半数である270名を獲得した候補が大統領に選出されるが、どの候補も過半数を獲得しなかった場合には、大統領は下院議員による投票で、副大統領は上院議員による投票で決定される。
翌2009年1月6日に新議会が開会し、その場で正式に結果が発表された。それを受けて、2009年1月20日に大統領就任式が執り行われ、正式に第44代アメリカ合衆国大統領・第47代アメリカ合衆国副大統領が誕生した。

## スケジュール

### 共和党

#### 予備選挙・党員集会
2008年2月5日が予備選挙の集中日（「メガ・チューズデー」）。()内は選出される代議員数。
- 2008年1月 - 3日アイオワ(40)、5日ワイオミング(28のうち12)、8日ニューハンプシャー(24)、15日ミシガン(60)、19日ネバダ(34)・サウスカロライナ(47)、29日フロリダ(114)
- 2008年2月 - 2日メーン(21)
- 2008年2月5日 - アラバマ(48)・アラスカ(29)・アリゾナ(53)・アーカンソー(34)・カリフォルニア(173)・コロラド(46)・コネチカット(30)・デラウェア(18)・ジョージア(72)・イリノイ(70)・マサチューセッツ(43)・ミネソタ(41)・ミズーリ(58)・モンタナ(25)・ニュージャージー(52)・ニューヨーク(101)・ノースダコタ(26)・オクラホマ(42)・テネシー(55)・ユタ(36)・ウエストバージニア（30のうち18）
- 2008年2月 - 9日ルイジアナ(46)・ワシントン（40のうち18）、12日ワシントンDC(19)・メリーランド(37)・バージニア(63)、19日ウィスコンシン(40)・ワシントン（40のうち19）
- 2008年3月 - 2日ハワイ(20)、・オハイオ(88)・ロードアイランド(20)・テキサス(140)・バーモント(17)、11日ミシシッピ(38)
- 2008年4月 - 1日カンザス(39)、22日ペンシルベニア(74)
- 2008年5月 - 6日インディアナ(57)・ノースカロライナ(69)、10日ワイオミング(28のうち16)、13日ネブラスカ(33)・ウエストバージニア（30のうち12）、20日ケンタッキー(45)・オレゴン(30)、27日アイダホ(32)
- 2008年6月 - 3日サウスダコタ(27)・ニューメキシコ(32)

#### 党大会
- 2008年9月1日～4日　2008年共和党党大会（ミネソタ州セントポール）

### 民主党

#### 予備選挙・党員集会
2008年2月5日が予備選挙の集中日（「メガ・チューズデー」）。3月4日も大票田を抱える予備選挙が集中する（「ミニ・チューズデー」）。()内は選出される代議員数。各州で指名される代議員と、民主党選出連邦議会両院議員、州知事、党委員会のメンバーなどで構成される特別代議員が指名候補を選出する。
- 2008年1月 - 14日アイオワ(45)、19日ネバダ(25)、22日ニューハンプシャー(22)、29日サウスカロライナ(45)・フロリダ(201)
- 2008年2月5日 - アラバマ(52)・アラスカ(13)・アリゾナ(56)・アーカンソー(35)・カリフォルニア(441)・コロラド(55)・コネチカット(48)・デラウェア(15)・ジョージア(87)・アイダホ(18)・イリノイ(153)・カンザス(32)・マサチューセッツ(93)・ミネソタ(72)・ミズーリ(72)・ニュージャージー(107)・ニューメキシコ(26)・ニューヨーク(287)・ノースダコタ(13)・オクラホマ(38)・テネシー(68)・ユタ(23)
- 2008年2月 - 9日ルイジアナ(56)・ミシガン(128)・ネブラスカ(24)・ワシントン(78)、10日メーン(24)、12日ワシントンDC(15)・メリーランド(70)・バージニア(83)、19日ウィスコンシン(74)、26日ハワイ(20)
- 2008年3月 - 4日オハイオ(161)・ロードアイランド(21)・テキサス(232)・ヴァーモント(15)、11日ミシシッピ(33)、（3月中）米領サモア(3)・アメリカ国外民主党員(7)・グアム(3)・米領ヴァージン諸島(3)・ワイオミング(12)
- 2008年4月 - 22日ペンシルベニア(149か151)
- 2008年5月 - 6日インディアナ(66)・ノースカロライナ(91)、13日ウエストバージニア(26)、20日ケンタッキー(47)・オレゴン(48)
- 2008年6月 - 1日プエルトリコ(51)、3日モンタナ(15)・サウスダコタ(14)

#### 党大会
- 2008年8月25日～28日　2008年民主党党大会（コロラド州デンバー）

### 選挙人選挙（本選挙）
- 2008年11月4日
この日は、上院のうち35議席、下院の全435議席の改選と、デラウェア州、インディアナ州、ミズーリ州、モンタナ州、ノースカロライナ州、ノースダコタ州、ニューハンプシャー州、ユタ州、バーモント州、ワシントン州、ウエストバージニア州の知事選挙も同時に行われた。

### 就任
- 2009年1月20日

## 動向

### 共和党・民主党両党

#### 2006年12月から2007年2月
各州での予備選挙が始まるまで1年ほどある時期の話ではあるが、各候補者が正式な立候補を表明しはじめたこの時期の世論調査によれば、共和党はマケインとジュリアーニが先行候補としての結果を残している。民主党では、ヒラリーとオバマが、先行しての有力な候補としての結果を出している。

#### 2007年3月から2007年6月
共和党では、この時期当初、支持率トップを誇るジュリアーニの支持率が上昇していた。これに次ぐマケインは正式な出馬表明とともに、その差を縮めた。3月にフレッド・トンプソンが候補者として名前が上がると世論調査などで上位2人に次ぐ人気を集めた。これら3人に継ぐ候補としてはミット・ロムニーが支持を有している。
民主党では、ヒラリーがトップの支持率を維持し続けているが、オバマも知名度の向上とともに支持を拡大している。民主党では立候補を否定しているゴアが一定の支持を確保し、エドワーズとともに2人の先行候補に続く支持率を得ている。ゴアが高い支持率を世論調査で有しているにもかかわらず出馬表明をしないことから、ゴアが参戦した場合と、参戦しなかった場合のいずれもの世論調査を各社は準備し始めている。

#### 2007年7月以降
共和党では、フレッド・トンプソンが支持を維持・拡大し、世論調査では、先行していた2候補の間に割って入るようになった。ジュリアーニは世論調査における支持率1位をおおむね維持しているが、マケインの支持率は伸び悩み、トンプソンに2位の座を奪われる例が見られるようになっている。
民主党では、先行する2候補としてヒラリーとオバマが世論調査の1位と2位に安定してつけている。ヒラリーはおおむね世論調査で1位を確保しており、オバマは若干の伸び悩みを見せている。ゴアとエドワーズがこの2人に次ぐ支持率を有している。ゴアは立候補を表明しておらず、ゴアを除いての世論調査では一般にヒラリーがオバマへのリードを広げる結果となっている。

#### 予備選挙開始以降（2008年1月以降）

##### 民主党
緒戦のアイオワ州党員集会では、全国支持率2位のバラク・オバマが勝利し、さらに次回予備選のあるニューハンプシャー州の世論調査でオバマが首位に立つが、ニューハンプシャー州予備選ではヒラリー・クリントンが世論調査を覆し勝利。以降はオバマとクリントンが伯仲する形勢となる。終盤オバマが僅差ながら首位に立つ情勢の中で、民主党全国委員会の指示違反として党大会代議員選出権を奪われ、参考投票として行われたフロリダ州とミシガン州の結果の扱いが焦点となる。両州の代議員議席を復活させると首位に立つクリントン陣営は投票結果をそのまま反映させることを主張、立候補辞退したミシガン州では1議席も無いオバマ陣営は復活に反対する。結局、党全国委員会の裁定により両州の投票権は半分とし、ミシガン州で大量に出た「支持なし」(uncommitted)票はオバマへの投票とみなすということで決着した。これは事実上オバマの勝利をほぼ確実にした決定であった。土壇場の党内協議により形勢が固まる結果になったことはクリントン支持者にしこりを残し、クリントン陣営の活動家で本選挙での共和党への投票を公言する者も続出した。5月31日選挙が前倒しになり選挙人をはく奪させたフロリダとミシガンを復活させ、代議員数の過半数が2118人になったがオバマ優位は動かずヒラリーは29人しか一般代議員数の差が縮まらなかった。プエルトリコでヒラリーが38対17、サウスタコダで9対6で22人ヒラリーが一般代議員数を詰めたがモンタナでオバマが9対6で勝ちオバマが146人リードしていた一般代議員数を42人しか詰めることができずオバマが104人のリードを保ったまま6月3日予備選挙は終了した。獲得一般代議員数が100人以上の大差を見て選挙に左右されない特別代議員 (Superdelegate) 達はオバマ支持を一斉に表明して過半数の2118人を大きく超える2156人の代議員をオバマが獲得してヒラリーの代議員数1922人に234人の差をつけて民主党の代表に選ばれた。

##### 共和党
アイオワ州の党員集会では一時泡沫候補と思われていたハッカビーが1位となったが、ニューハンプシャー州の予備選挙ではマケインが勝利した。そして序盤の選挙戦参加を見送り、大規模州であるフロリダ州から参戦するという奇策をとったジュリアーニがフロリダ州で惨敗し撤退すると、マケインがロムニーやハッカビーらを抑え勝利を重ね、指名を確定させた。

### 第三党・無所属候補
二大政党の党大会までの時点において、アメリカ緑の党からの指名を逃し無所属から出馬する消費者運動家のラルフ・ネーダー候補と、リバタリアン党の指名を受けた元共和党所属下院議員ボブ・バー候補が、ともに世論調査で数%の支持率を得ている 。ネーダー候補は民主党と、バー候補は共和党と支持層が重なるとされており、二大政党候補同士の争いにおいての得票への影響を二大政党陣営から懸念されている。

### 大統領本選挙
2008年民主党党大会（2008年8月25日〜28日）においてオバマが、2008年共和党党大会（2008年9月1日〜4日）においてマケインが、それぞれ正式に党の大統領候補として指名を受けた。また、オバマはジョー・バイデン（Joe Biden）上院議員を、マケインはサラ・ペイリン（Sarah Palin）アラスカ州知事を副大統領候補に指名した。オバマのスローガンはChange（変革）。マケインのスローガンはCountry First（国が第一。ただしここでいう国は政府を指すものではない。）。
経済対策としてオバマは社会保障の充実などでの貧困層への所得移転による購買力増強を掲げるのに対し、マケインは投資・企業活動の活性化、沖合油田開発の解禁と原発推進によるエネルギーコストの軽減を主張する。イラク戦争についてオバマは早期撤兵を主張するのに対して、マケインは撤兵時期を公表することは戦略上危険であるとする。ネガティブ・キャンペーンとしては、マケイン陣営はオバマの経験不足と発言の揺れに焦点を合わせた他、増税への危惧、オバマの地域活動家時代の同僚に過激派がいたことなどを挙げる。一方オバマ陣営は、マケインは不人気なブッシュ政権と変わり映えがしないMcSameであるとし、またマケインの政策は富裕層の優遇であり、マケインが自身の保有する邸宅の数を覚えていない金持ちであることを挙げる。さらにオバマを経験不足とするマケインが国政経験のない1期目知事のペイリンを副大統領候補に指名したことを批判する。
ヒラリー・クリントンはオバマ支持演説を再三行い、オバマとの不和が報じられた夫のビル・クリントン元大統領も支持演説を行うなど、民主党陣営は党内亀裂の修復につとめる。一方で共和党側はコリン・パウエル元国務長官がオバマ支持を表明するなど、足並みの乱れが現れた。
ペイリンを指名した共和党大会の直後の世論調査ではマケインがオバマを逆転し、両党予備選勝者が確定して以来はじめてマケインがリードしたが、金融危機の深刻化を受けてオバマが再逆転。以降投票日まで徐々に差を広げる。
2008年11月4日の一般投票結果は、民主党候補オバマ・バイデンが、獲得選挙人数365人 - 173人（一般投票の得票率は52.7% - 45.9%）をもって共和党候補マケイン・ペイリンに勝利し、次期正副大統領に確定した。
バラク・オバマ大統領は、2009年1月20日の大統領就任式において、正式に第44代アメリカ合衆国大統領に就任した。

## 世論調査の動向

### 共和党候補
2008年2月5日のスーパーチューズデーにおいてマケインの指名が確実となっている。
ギャラップ世論調査（共和党支持者対象、上位5名）

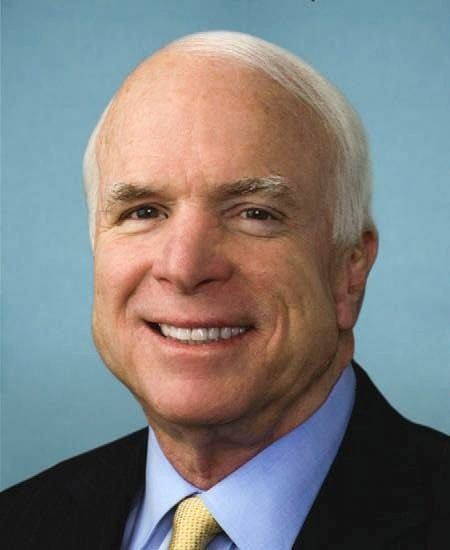
2007年8月13日～16日：ジュリアーニ32%、F・トンプソン19%、ロムニー14%、マケイン11%、ハッカビー4%
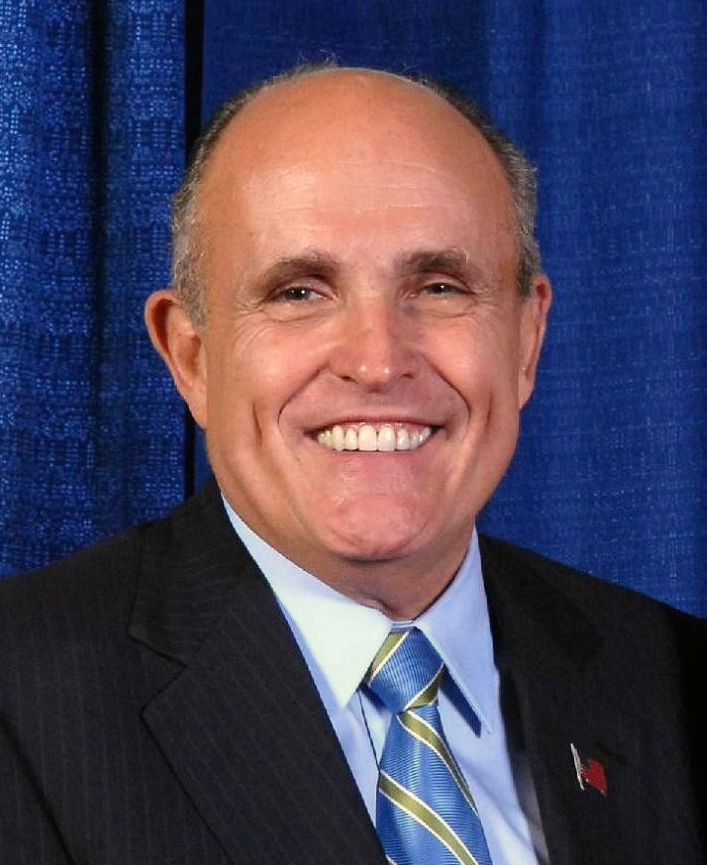
2007年6月1日～3日：ジュリアーニ32%、マケイン19%、ロムニー12%、F・トンプソン11%、ギングリッチ8%
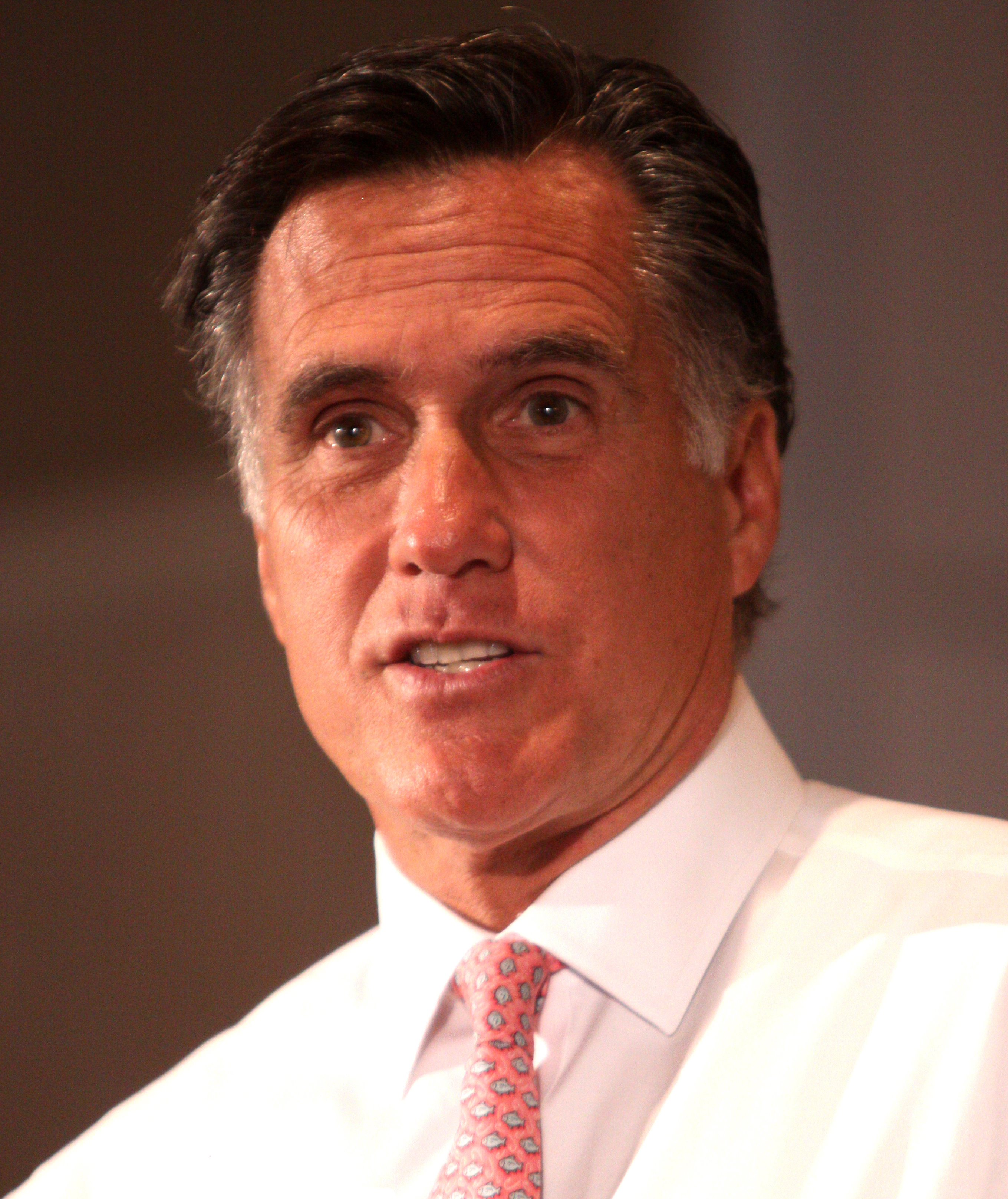
2007年5月10日～13日：ジュリアーニ29%、マケイン23%、F・トンプソン12%、ロムニー8%、ギングリッチ6%
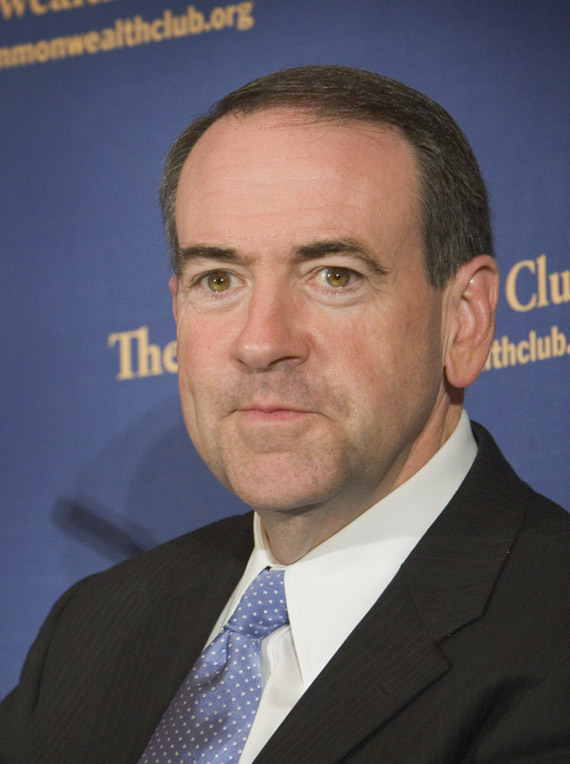
マイク・ハッカビー

CNNニュースほか世論調査（共和党支持者対象、上位5名）
- 2007年8月6～8日：ジュリアーニ27%、F・トンプソン19%、マケイン14%、ギングリッチ12%、ロムニー12%
- 2007年5月4～6日：ジュリアーニ25%、マケイン23%、F・トンプソン13%、ロムニー10%、ギングリッチ9%
- 2007年4月10日～12日：ジュリアーニ27%、マケイン24%、F・トンプソン11%、ロムニー10%、ギングリッチ8%

FOXニュースほか世論調査（共和党支持者対象、上位5名）
- 2007年7月17日～18日：ジュリアーニ27%、マケイン16%、F・トンプソン16%、ロムニー9%、ハッカビー3%
- 2007年6月5日～6日：ジュリアーニ22%、マケイン15%、F・トンプソン13%、ロムニー10%、ギングリッチ8%
- 2007年5月15日～16日：ジュリアーニ24%、マケイン17%、ロムニー9%、F・トンプソン8%、ギングリッチ6%

### 民主党候補
2008年6月3日の予備選挙最終日でオバマが指名を獲得した。
FOXニュースほか世論調査（民主党支持者対象、上位5名）

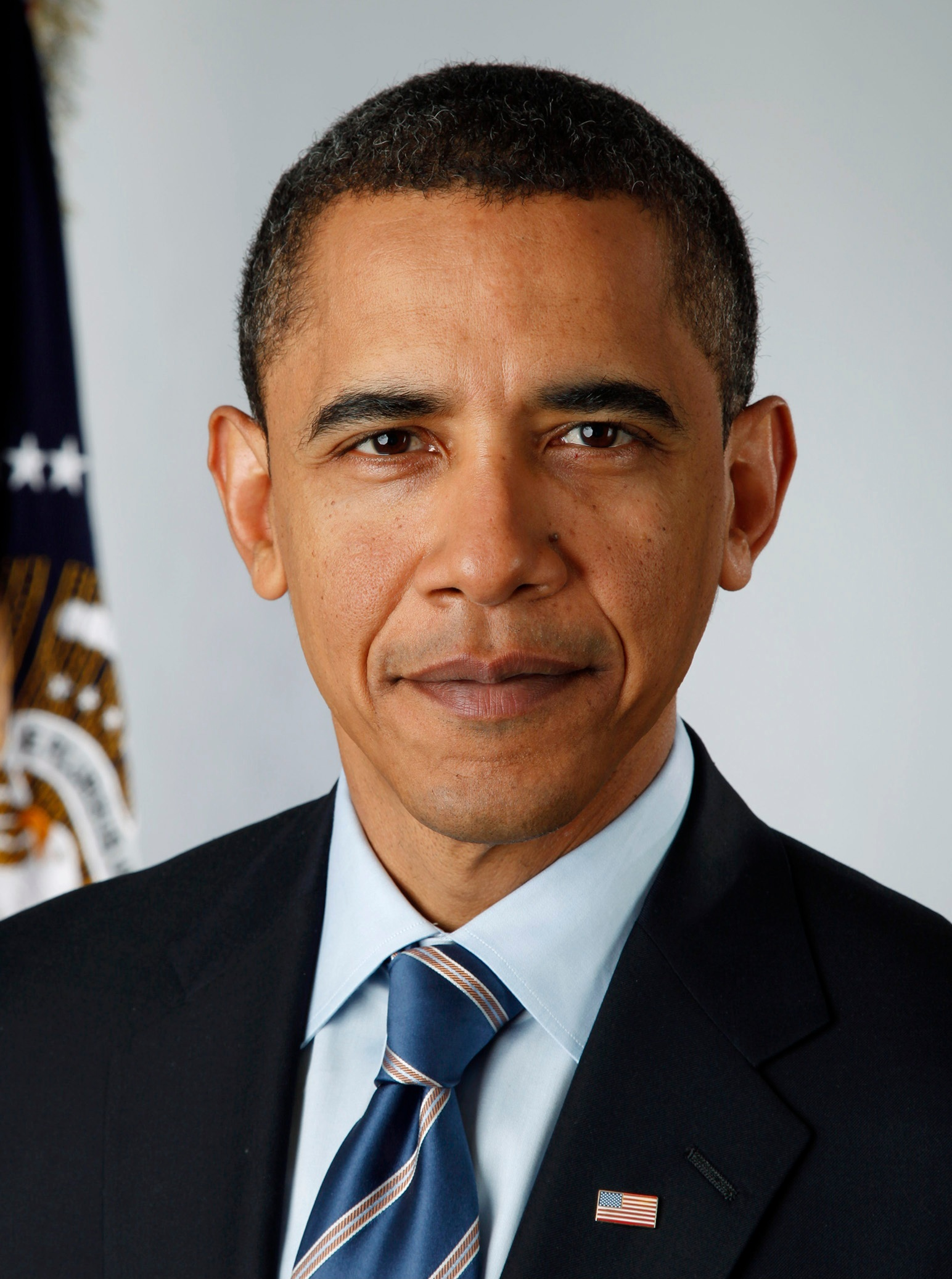
2008年2月2日～4日オバマ49%　ヒラリー46%
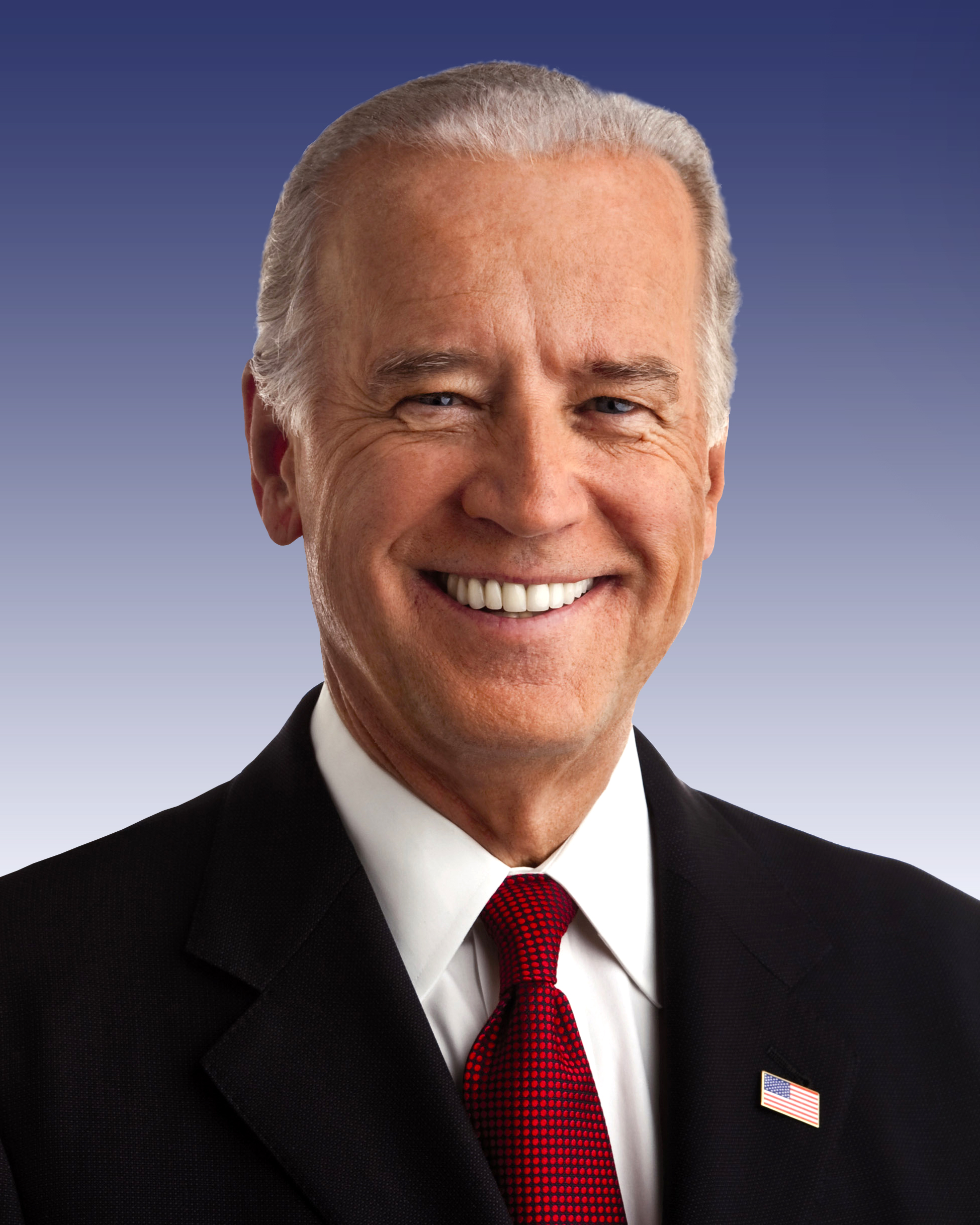
2007年7月17日～18日：ヒラリー39%、オバマ23%、ゴア9%、エドワーズ9%、クシニッチ3%
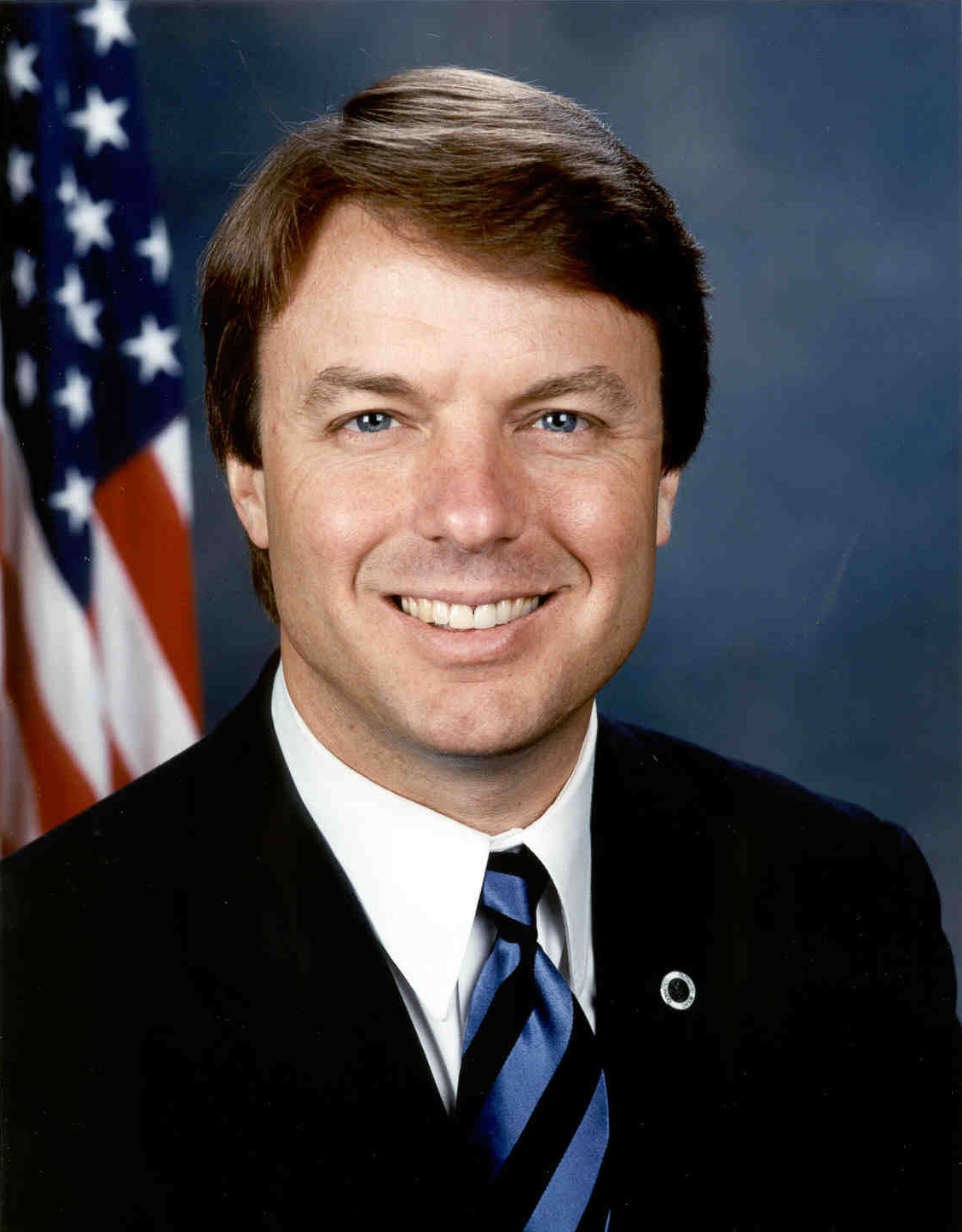
2007年6月5日～6日：ヒラリー35%、オバマ23%、ゴア14%、エドワーズ12%、バイデン2%
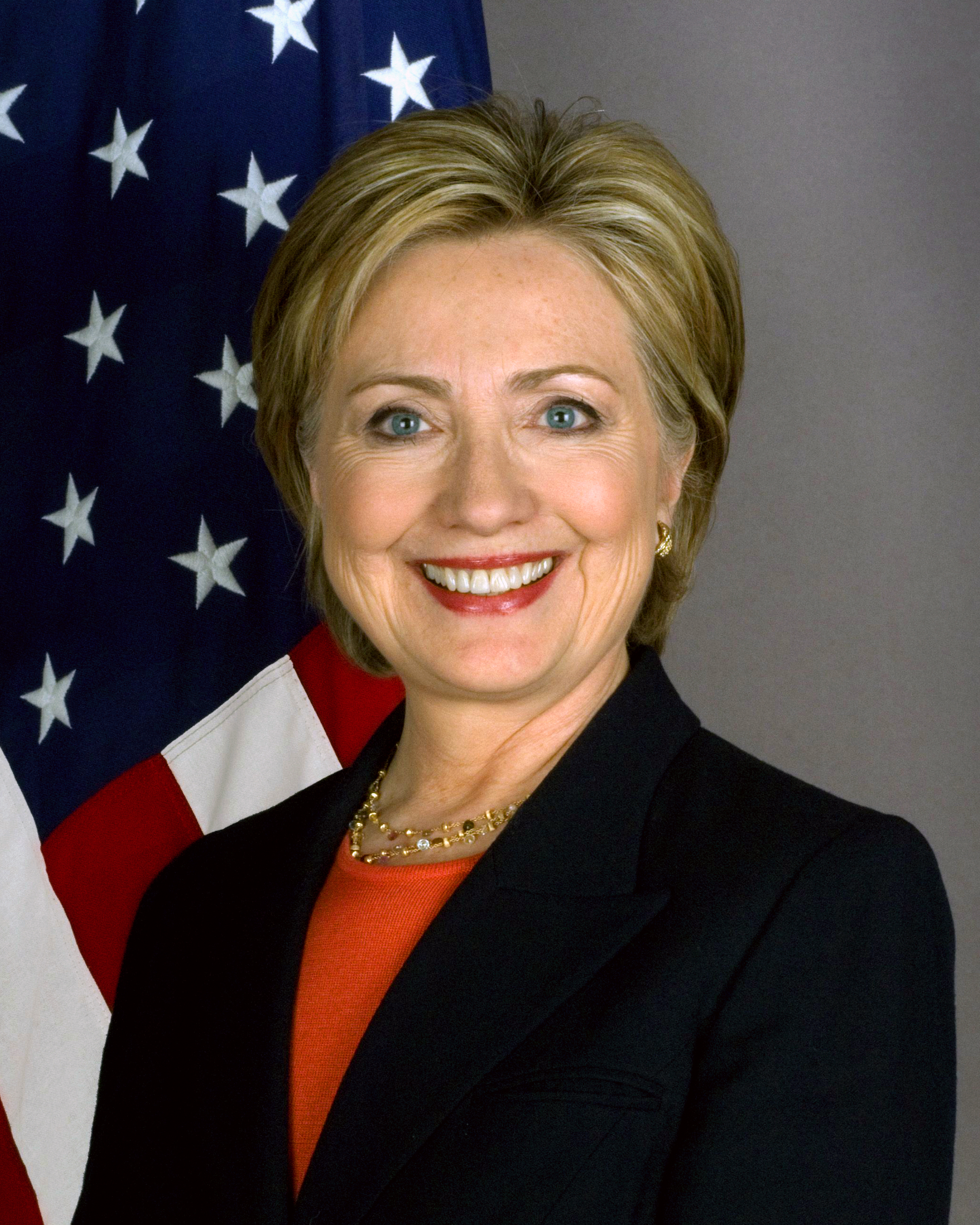
2007年5月15日～16日：ヒラリー35%、オバマ20%、エドワーズ13%、ゴア13%、リチャードソン4%

USA TODAY・ギャラップ世論調査（民主党支持者対象、上位5名）
- 2008年2月2日～4日オバマ46%　ヒラリー43%
- 2007年7月12～15日：ヒラリー34%、オバマ25%、ゴア16%、エドワーズ9%、リチャードソン4%
- 2007年6月1～3日：オバマ30%、ヒラリー29%、ゴア17%、エドワーズ11%、リチャードソン3%
- 2007年5月10～13日：ヒラリー35%、オバマ26%、ゴア16%、エドワーズ12%、バイデン2%

CNNほか世論調査（民主党支持者対象、上位5名）
- 2008年2月2日～4日オバマ46%　ヒラリー43%
- 2007年6月22～24日：ヒラリー35%、オバマ23%、ゴア16%、エドワーズ13%、リチャードソン4%
- 2007年5月4～6日：ヒラリー38%、オバマ24%、ゴア12%、エドワーズ12%、リチャードソン5%
- 2007年4月10日～12日：ヒラリー30%、オバマ26%、ゴア15%、エドワーズ12%、リチャードソン3%

## 共和党候補
- ジョン・マケイン
- ルドルフ・ジュリアーニ
- ミット・ロムニー
- マイク・ハッカビー

### 連邦選挙委員会届出済、全米規模の選挙運動を展開
- ジョン・マケイン　上院議員（アリゾナ州選出）（選挙運動サイト）
パナマ運河アメリカ管理地域出身。ジュリアーニと並び知名度が高く、早くから有力な次期大統領候補として名を挙げられている。世論調査ではジュリアーニと並んで高い支持率を記録する。2007年2月28日、立候補の意思を表明。4月25日、正式な出馬宣言を行った。

### 連邦選挙委員会届出済、他の候補者
- ジョン・コックス　元党郡代表（選挙運動サイト）
公認会計士・投資家。地元シカゴのラジオ番組のホストを務めたことがある。地元イリノイ州にて、2000年には下院、2002年には上院の共和党候補となるべく立候補したが、いずれも予備選挙にて落選した。
- マイケル・チャールズ・スミス　オレゴン州出身（選挙運動サイト）2006年3月に連邦選挙委員会に届出済み。政治的経歴はなく、オレゴン州で一定の得票を得て、共和党党大会に代議員として出席することを目標とする。
- リチャード・マイケル・スミス　テキサス州出身。電器店勤務。

### 出馬が噂された候補者
- トム・コバーン 上院議員（オクラホマ州選出） 党内で最も保守色が色濃い議員とされ、人工妊娠中絶への強い反対などを訴える候補として知られる。
- チャック・ヘーゲル　上院議員（ネブラスカ州選出）ベトナム戦争への従軍経験のある保守派議員。2004年の夏に出馬を検討している旨を表明。イラク戦争に関してブッシュ政権を批判している点に賛否がある。共和党候補に選ばれなかった場合には、無所属として立候補する可能性も示唆している。2008年に予定されている次期上院選への不出馬を宣言している。後任候補として、前農務長官で党内・農水族として知られ日本に対し、米国産牛肉の輸出再開を強硬に迫ったマイク・ジョハンズが出馬を表明。
- ジョージ・パタキ　前ニューヨーク州知事　側近との会合で大統領選への興味を示したとされる。2006年の知事選への不出馬を表明。これにより本格的な活動を始めるとの見方も。

### 選挙戦から撤退
- ジム・ギルモア　元ヴァージニア州知事（選挙運動サイト）2006年11月に大統領選挙への出馬も可能性があることを表明。2007年1月2日に検討委員会を設立、4月26日、アイオワ州デモインにて出馬を表明したが、7月14日資金調達困難などを理由として選挙戦から撤退した。ジョン・ウォーナー上院議員の引退表明に伴い、2008年のバージニア州上院選に出馬を表明。
- トミー・トンプソン　元保健・福祉省長官（選挙運動サイト） 元ウィスコンシン州知事、同州出身。2006年12月15日に検討委員会の設置を表明した後、2007年4月1日に立候補を正式に表明したが、8月選挙戦からの撤退を表明した。
- サム・ブラウンバック　上院議員（カンザス州選出）（選挙運動サイト）
同州出身。地元カンザス以外での知名度は高いとはいえないが、宗教右派とのつながりが深い。AP通信によると、こうしたコネクションを通じアイオワ、ニューハンプシャー両州で活発な運動をしているとされる。2006年12月4日、検討委員会の設置を表明し、2007年1月20日、地元・カンザス州で立候補を表明するが、2007年10月19日選挙戦から撤退。
- トム・タンクレイド　下院議員（コロラド州選出）（選挙運動サイト）
より厳しい移民政策の主要な提唱者の1人。当選の可能性については、低く見る意見が多いが、草の根レベルでの支持があるといわれる。2007年1月16日、検討委員会の設置を表明。4月2日、ラジオ番組内で立候補を表明した。12月20日、選挙戦から撤退を表明し、ロムニー支持を表明。
- ダンカン・ハンター　下院議員（カリフォルニア州選出）（選挙運動サイト）
同州出身。不法移民に対する強硬派で、NAFTAやWTOなどに基づく自由貿易協定に反対の立場をとる。「アメリカがこの危険な世界で平和を達成する最善の方法は強くあり続けることだ」との主張が大統領選挙の キャンペーンサイト に掲示されている。2006年10月30日、大統領選挙への出馬を表明。
- フレッド・トンプソン　俳優・元上院議員（テネシー州選出）（選挙運動サイト）
著名なテレビドラマ「ロー＆オーダー」で検事役を務めるなど知名度がある。2007年3月に出馬を検討中と報道されると世論調査にて一定の支持を集めた。2007年6月1日、準備的な選挙委員会の設置を発表した。
- ルドルフ・ジュリアーニ　前ニューヨーク市長（検討委員会サイト）
アメリカ同時多発テロ発生時のニューヨーク市長で世界的な知名度を有する。2005年10月2日に立候補する可能性を見極めている最中と発言。保守系の国民の間では人気が低迷しているものの、世論調査では他候補をリードして1位となっているケースが多い。早くから有力な次期大統領候補として、メディアに取り上げられている。2007年2月5日、連邦選挙委員会への立候補の届出を行ったが、選挙運動は検討委員会の設置後から大きな動きを見せていない。2月15日、CNNの番組で出馬を表明。2007年末の時点で共和党の最有力候補と目されていたが、予備選の序盤を不戦敗とし、大票田のフロリダ州予備選とスーパー・チューズデーに力を集中させる選挙戦略が失敗。フロリダ州予備選での敗北を受け、撤退しマケインを支持。
- ミット・ロムニー　前マサチューセッツ州知事（選挙運動サイト）
ミシガン州出身。2002年のソルトレイクシティにおける冬季オリンピックのCEOを務めた。リベラルの牙城とされるマサチューセッツ州の共和党知事として中道層の取り込みが期待され、2004年の大統領選挙ではニューハンプシャー州をブッシュ大統領と共に遊説する。知事退任の2007年1月3日、検討委員会の設立を届出。同年2月13日正式に立候補を表明した。ユタ州知事ジョン・ハンツマンが支持を表明。サウスカロライナ州やニューハンプシャー州など早い段階で予備選挙が行われる州で遊説。アイオワ州では当初リードしたものの、ハッカビーに逆転を許した。直後のワイオミング州で勝利し、その後マケインとトップ争いを繰り広げるが、スーパー・チューズデーでマケインに差をつけられたため撤退しマケインを支持。
- マイク・ハッカビー　前アーカンソー州知事（検討委員会サイト）
地元紙によると、親しい友人に立候補することを打ち明けた。インターネット上に彼を大統領候補として支持するサイトが存在する。2007年1月、検討委員会を設置。立候補を正式に表明した。党内保守派で福音派、牧師の資格を持つ。宗教右派の強固な支持を得る。緒戦であるアイオワ州の党員集会ではミット・ロムニーを抑え勝利。その後はマケインとロムニーに大きく引き離されるが、ロムニーが撤退しマケインが独走態勢を固めた後も選挙運動を継続したため獲得代議員数ではロムニーを上回る。マケインが代議員の過半数を獲得した時点で撤退。
- ロン・ポール　下院議員（テキサス州選出）（選挙運動サイト）
1988年の大統領選挙にはリバタリアン党候補として出馬。2007年1月11日、検討委員会設立の届出を行った。2003年のイラク戦争への議会承認の際に反対投票を行った7人の共和党議員のうちの1人。2007年3月12日に正式に立候補を表明した。イラクとアフガニスタンからの米軍の早期全面撤退を支持する。マケインの代議員過半数確保後も最後の予備選まで選挙運動を継続する。予備選終了後も党から距離を置いた独自の活動を行う。

### 立候補を否定
- ジョージ・アレン　前上院議員（ヴァージニア州選出）　政治雑誌ナショナル・レヴュー誌の政界関係者への調査で最有力候補とされた。2006年の中間選挙で接戦の末落選。12月10日不出馬を表明した。
- ジェブ・ブッシュ　前フロリダ州知事　現大統領の弟・元大統領の次男として注目されるも、母であり元ファーストレディのバーバラが立候補を否定。なお、共和党の有力な副大統領候補とされている。
- ディック・チェイニー　副大統領　現職副大統領ながら立候補の可能性をたびたび強く否定。2001年に今後の大統領選挙への不出馬を表明。以後も度々同様の発言を行った。
- ビル・フリスト　前上院議員（テネシー州選出）　前上院院内総務。予備選重要州への遊説を繰り返したが、自身のインサイダー取引疑惑を経て2006年上院選不出馬。2006年11月29日立候補を否定。
- コンドリーザ・ライス　国務長官　アイオワ州世論調査で、30%の支持率を記録しトップに立つ。インターネットなどで出馬を願う運動も盛んであった。前段階として副大統領への就任を予測する意見もあったが、本人は終始出馬を否定している。
- マーク・サンフォード　サウスカロライナ州知事　インターネットでの運動グループを中心に出馬を求める声があったが、2006年11月7日、立候補を否定した。
- フランク・キーティング　元オクラホマ州知事　2000年大統領選挙で副大統領候補として名前を挙げられた。出馬の可能性を検討していると見られていたが、2007年1月15日、不出馬を表明。
- リック・サントラム　前上院議員（ペンシルベニア州選出）　宗教右派とのコネクションが深く、右派を中心に待望論があったが、2006年上院議員選挙で敗北。2006年11月17日、大統領選への立候補を否定した。
- ニュート・ギングリッチ　元下院議長（ジョージア州選出）保守派を中心に一時待望論があり、2005年10月13日には立候補を示唆する発言をしたが、2007年9月29日大統領選への不出馬を宣言。

## 民主党候補
- バラク・オバマ
- ジョー・バイデン
- ジョン・エドワーズ
- ヒラリー・クリントン

### 正式表明、連邦選挙委員会届出済
- バラク・オバマ　上院議員（イリノイ州選出）（選挙運動サイト）
ハワイ州出身。唯一のアフリカ系上院議員。2004年の民主党大会で基調演説を行うなど、上院議員への当選前から将来を担う人材としての期待を受けていた。2005年に上院議員に就任して間もないこともあり、当初は立候補に否定的であったが、2007年1月16日に、大統領選挙に向けて検討委員会を設置。同年2月10日に立候補を表明した。立候補時点でヒラリーと並ぶ民主党の有力候補とされ、6月まで激しく候補の座を争った。演説の巧みさで、聴衆を惹きつけるカリスマ的魅力が評論家によって指摘されて、JFKの再来とまで形容されている。初期には支持層は若者層、黒人及び高学歴層に限られていると言われていたが、2008年2月現在、その層は全ての年齢層、性別、人種に拡大しているとの分析がなされている。

### 選挙戦から撤退
- ビル・リチャードソン　ニューメキシコ州知事（選挙運動サイト）
元エネルギー省長官、元国連大使。AP通信によると、2005年2月に党幹部に対して立候補の意志を伝えた。「2007年1月までに正式に決定を行う」と述べ、検討委員会を設置。2007年5月21日にヒスパニック系初の大統領を目指して正式に立候補を表明した。しかし、2008年1月10日に撤退を表明。また2008年3月21日にバラク・オバマ上院議員を支持すると表明した。
- トム・ヴィルザック　前アイオワ州知事　2004年アメリカ合衆国大統領選挙で、有力な副大統領候補として名前が出た。穏健・中道派の民主党員の組織であるDLCの議長を務め、2006年11月9日に立候補を表明したが、選挙資金を集めることが困難として2007年2月23日には撤退を表明した。
- ジョー・バイデン 上院議員（デラウェア州選出）（選挙運動サイト）
ペンシルベニア州出身。1973年からデラウェア州選出上院議員。2007年1月7日、NBCテレビの番組、ミート・ザ・プレスにおいて、立候補の意思と同月中に検討委員会を設置する旨を表明、1月31日に立候補のための届出を行った。アイオワ州党員集会での予備選に敗れ、2008年1月3日に撤退を表明したが、8月にオバマ候補の副大統領候補に指名された。
- クリストファー・ドッド　上院議員（コネチカット州選出）（選挙運動サイト）
コネチカット州出身。2004年にケリー候補の副大統領候補として名前が挙がった。1975年からコネチカット州選出下院議員を務め、引き続き1981年から5期連続でコネチカット州選出上院議員。2006年4月以降、出馬のための準備をしている旨を表明していたが、2007年1月11日に正式に立候補を表明した。アイオワ州党員集会での予備選に敗れ、2008年1月3日に撤退を表明。
- デニス・クシニッチ　下院議員（オハイオ州選出）（選挙運動サイト）
同州出身、元クリーブランド市長（1978年から79年）。2004年アメリカ合衆国大統領選挙でも民主党候補の地位を争う。イラク戦争および愛国者法に反対したこと、合衆国平和省の設立を提案したことで知られる。2006年12月12日に立候補を表明したが、ニューハンプシャー州での予備選で得票率が1％にとどまるなど支持が広がらず、2008年1月24日に撤退を表明した。
- ジョン・エドワーズ　前上院議員（ノースカロライナ州選出）（選挙運動サイト）
サウスカロライナ州出身。民主党副大統領候補（2004年）。政界からいったん退いた後も、自らの政治団体を維持。2005年2月5日、ニューハンプシャー州での民主党の資金パーティーに参加、演説。さらに8月18日にはアイオワ州ウォータールーで労働組合AFL-CIOの集会に出席、講演を行った。2006年12月26日に立候補を表明した。2008年1月3日の初戦アイオワ州党員集会でクリントンを上回る2位に食い込んだが、その後は低迷。地元サウスカロライナで3位と惨敗し、2008年1月30日に撤退を表明した。
- ヒラリー・クリントン　上院議員（ニューヨーク州選出）（選挙運動サイト）
イリノイ州出身。1993年から2001年までファーストレディー（ビル・クリントン前大統領夫人）その後2001年より上院議員。高い知名度とリベラルな政策による支持者を持つとされて早くから有力候補として取り沙汰される一方、過去の資金スキャンダルや元大統領の夫の「七光り」などの理由で強い不支持者も抱えると言われる。2006年上院議員選挙では他候補を圧倒する選挙資金を集めるなど強い基盤を有する。2007年1月20日に自身のウェブサイトで立候補を表明。高齢の女性層、及びヒスパニック、労働組合が主な支持基盤である。2007年11月では世論調査で民主党大統領候補の首位を占め、民主党大統領候補の本命と目されていたが、2008年2月にオバマに逆転を許し、選挙参謀を代える等の巻き返しに懸命であるが、選挙資金でもかなりの差を開けられている現状にあった。そして2008年6月3日の予備選終了の時点でオバマが獲得代議員数の過半数に達したため、6月7日に正式に撤退を表明した。

### 出馬が噂された候補者
- ウェズリー・クラーク（英語版）　退役アメリカ陸軍大将　イリノイ州出身。元NATO軍最高司令官。自らの政治団体、FOXニュースのコメンテーターとしての活動を通じ各地をまわる。2004年の民主党大統領候補予備選挙にも出馬、オクラホマ州での予備選挙で勝利している。
- アル・ゴア　前副大統領　テネシー州出身。元テネシー州選出下院議員（1977年から85年）、同上院議員（1985年から93年）、93年から2001年まで副大統領。2000年アメリカ合衆国大統領選挙民主党大統領候補。2007年2月時点まですぐの立候補の意思は否定している。トム・ディレイ前下院院内総務のスキャンダル、イラク問題、社会保障などで共和党を非難する長い演説を行う。2007年のアカデミー賞の授賞式でも注目された。世論調査ではヒラリー、オバマに続く支持を受けている。

### 立候補を否定
- エヴァン・バイ　上院議員（インディアナ州選出）　元インディアナ州知事。2005年2月に2004年の大統領選挙運動経験者、ニューハンプシャー州政界に精通した人物を新しいスタッフとして迎えたことから出馬に向けた準備と見られていたが、2006年12月16日に立候補しないことを表明した。
- トム・ダシュル　前上院議員・上院院内総務（サウスダコタ州選出）　2004年に上院選で敗北した後、2010年の上院選には出馬しないことを表明し、大統領選挙への出馬を否定していなかったが、2006年12月2日に不出馬を表明した。
- ハワード・ディーン　元ヴァーモント州知事　2004年大統領選挙民主党候補の有力候補。民主党全国委員長に就任したことで、大統領選挙への立候補を否定した。
- ラス・ファインゴールド　上院議員（ウィスコンシン州選出）　2005年1月に立候補を考慮中と発言、8月には上院議員として初めて期限を切ってアメリカ軍のイラクからの撤退を主張し、一般党員の支持を受けた。2006年11月12日に立候補を否定。
- ジョン・ケリー　上院議員（マサチューセッツ州選出）、民主党大統領候補（2004年）　CNNに対し、時期が来たら立候補するかを決めると回答していたが、2007年1月24日に不出馬を表明。2008年1月10日、米サウスカロライナ州での集会で、オバマ上院議員への支持を表明。
- アル・シャープトン　ニューヨーク州出身、公民権運動家、ペンテコステ運動牧師。2004年民主党大統領候補予備選挙にも立候補。ニューヨーク市長・ニューヨーク州選出民主党上院議員候補の座を争ったこともある。資金面に難があるといわれ、2007年4月に不出馬を表明した。
- マーク・ウォーナー　前ヴァージニア州知事　連邦レベルでの自らの政治団体を設立し、アル・ゴア元副大統領の側近をアドヴァイザーとして迎え入れたが、2006年10月12日に不出馬を表明。

## その他の政党・無所属
本選挙に出馬
- チャック・ボールドウィン（憲法党） ミシガン州出身。党は伝統志向の保守政党。
- シンシア・マッキニー（アメリカ緑の党）　ジョージア州出身。元民主党下院議員（ジョージア州選出）。
- ボブ・バール（リバタリアン党） アイオワ州出身。元共和党下院議員（ジョージア州選出）。
- チャールズ・ジェイ（ボストン茶党） 候補者・政党ともリバタリアンの分派。候補者のジェイは2004年にも個人選択党より出馬。
- ジーン・アマンドソン（禁酒党） 教会聖職者。党は19世紀創建。
- グロリア・ラ・リヴァ（社会主義解放党） 政治活動家。分裂元の労働者世界党などからも度々出馬。党は反戦運動などに注力するマルクス・レーニン主義政党。
- ブライアン・ムーア（アメリカ合衆国社会党） 元・連邦下院選挙民主党候補者（フロリダ州）。党は、国政にも進出したアメリカ社会党の後継政党のひとつ。
- ロジャー・カレーロ（社会主義労働者党） ニカラグア生まれの永住権所持者。憲法上、大統領就任資格は無い。1938年創建の党はトロツキズムの伝統を有する革命党。
- アラン・キーズ（無所属）　メリーランド州出身。元国務次官補。共和党予備選にも度々出馬。オバマの連邦上院議員当選時の対立候補。
- ラルフ・ネーダー（無所属）　コネチカット州出身。過去の大統領選挙では度々アメリカ緑の党からの指名を受けて立候補していたが、今回はマッキニーに指名を奪われたため無所属から出馬。

選挙戦から撤退
- マイク・グラベル（民主→リバタリアン）　マサチューセッツ州出身。元民主党下院・上院議員（アラスカ州選出）。イラク戦争を批判。外交政策に関してはオバマ以上にリベラルとされている。

出馬が噂された候補
- マイケル・ブルームバーグ（無所属）　ニューヨーク市長。元は共和党員だったが現在は離党しており、もし出馬するとすれば第3党からの出馬となる。政策的には共和党の穏健派寄りだったのでもし出馬すれば保守系の票が割れるのではないかと保守陣営に懸念されていた。

出馬を否定
- ジム・ギルクリスト（立憲→共和）　カリフォルニア州出身。不法移民に反対する団体であるミニッツマン・プロジェクトの創設者として知られる。

## 集計作業をめぐるトラブル

### 大統領選
今回の選挙ではミズーリ州で大量の暫定投票分（期日前投票）の有効票を精査しているため、11月19日になって本選挙の結果が判明した。結果、マケインが3632票差（0.12ポイント差）で大統領選を制したオバマを破って勝利した。これで全米50州と首都ワシントンでの全集計が終わり、獲得選挙人数（計538）はオバマが365、マケインは173で確定した。

### 上院選
大統領選挙と同時に行われた上院議員選挙でもアラスカ州、ミネソタ州、ジョージア州など幾つかの州で集計作業をめぐるトラブルがおきておりいずれも票の集計が滞った。
11月19日までにアラスカ州で現職の共和党候補が落選。民主党は非改選を含め58議席（同党系無所属含む）に伸ばした。また、ジョージア州では投票総数の過半数を獲得した候補がなく、州法に基づき同年12月2日に決選投票が行われたが、共和党が勝利した。
ミネソタ州では当初民主党候補が勝利したが、再集計をめぐり共和党候補がこれに異議を申し立て訴訟を起こした。2009年6月30日、 州最高裁判所が民主党候補の勝利を決定し、民主党は議事妨害を防ぐことができる60議席を名実共に獲得した。

## 結果
| 候補者                                            | 候補者                                  | 候補者                     | 選挙人投票 | 選挙人投票 | 一般投票    | 一般投票 |
| 大統領候補 出身州                                 | 副大統領候補 出身州                     | 所属政党                   | 獲得選挙人 | 獲得率     | 得票数      | 得票率   |
| ------------------------------------------------- | --------------------------------------- | -------------------------- | ---------- | ---------- | ----------- | -------- |
| バラク・オバマ イリノイ州                         | ジョー・バイデン デラウェア州           | 民主党                     | 365        | 67.84      | 69,498,516  | 52.93    |
| ジョン・マケイン アリゾナ州                       | サラ・ペイリン アラスカ州               | 共和党                     | 173        | 32.16      | 59,948,323  | 45.65    |
| ラルフ・ネーダー コネチカット州                   | マット・ゴンザレス カリフォルニア州     | アメリカ改革党             | 0          | 0.00       | 739,034     | 0.56     |
| ボブ・バール ジョージア州                         | ウェイニー・アリン・ルート ネバダ州     | リバタリアン党             | 0          | 0.00       | 523,715     | 0.40     |
| チャック・ボールドウィン フロリダ州               | ダレル・キャッスル テネシー州           | 憲法党                     | 0          | 0.00       | 199,750     | 0.15     |
| シンシア・マッキニー カリフォルニア州             | ローザ・クレメンテ ノース・カロライナ州 | アメリカ緑の党             | 0          | 0.00       | 161,797     | 0.12     |
| その他諸派・無所属候補総計                        | その他諸派・無所属候補総計              | その他諸派・無所属候補総計 | 0          | 0.00       | 242,685     | 0.18     |
| 有効票                                            | 有効票                                  | 有効票                     | 538        | 100.00     | 131,313,820 | 不明     |
| 無効票・白票                                      | 無効票・白票                            | 無効票・白票               | 0          | 0.00       | 不明        | 不明     |
| 投票総数                                          | 投票総数                                | 投票総数                   | 538        | 100.00     | 不明        | 100.00   |
| 有権者（投票率）                                  | 有権者（投票率）                        | 有権者（投票率）           | 538        | 100.00     | 225,499,000 | 不明     |
| 出典：official Federal Election Commission report |                                         |                            |            |            |             |          |

### 州ごとの結果
出典：official Federal Election Commission report
| オバマ/バイデンが勝利した州   |
| マケイン/ペイリンが勝利した州 |

|                      |          | バラク・オバマ 民主党 | バラク・オバマ 民主党 | バラク・オバマ 民主党 | ジョン・マケイン 共和党 | ジョン・マケイン 共和党 | ジョン・マケイン 共和党 | ラルフ・ネーダー 無所属 | ラルフ・ネーダー 無所属 | ラルフ・ネーダー 無所属 | ボブ・バール リバタリアン党 | ボブ・バール リバタリアン党 | ボブ・バール リバタリアン党 | チャック・ボールドウィン 憲法党 | チャック・ボールドウィン 憲法党 | チャック・ボールドウィン 憲法党 | シンシア・マッキンリー アメリカ緑の党 | シンシア・マッキンリー アメリカ緑の党 | シンシア・マッキンリー アメリカ緑の党 | その他  | その他 | その他   | 票差      | 票差    | 州計        | 州計 |
| 州                   | 選挙人数 | #                     | %                     | 選挙人数              | #                       | %                       | 選挙人数                | #                       | %                       | 選挙人数                | #                           | %                           | 選挙人数                    | #                               | %                               | 選挙人数                        | #                                     | %                                     | 選挙人数                              | #       | %      | 選挙人数 | #         | %       | #           |      |
| -------------------- | -------- | --------------------- | --------------------- | --------------------- | ----------------------- | ----------------------- | ----------------------- | ----------------------- | ----------------------- | ----------------------- | --------------------------- | --------------------------- | --------------------------- | ------------------------------- | ------------------------------- | ------------------------------- | ------------------------------------- | ------------------------------------- | ------------------------------------- | ------- | ------ | -------- | --------- | ------- | ----------- | ---- |
| アラバマ州           | 9        | 813,479               | 38.74%                | -                     | 1,266,546               | 60.32%                  | 9                       | 6,788                   | 0.32%                   | -                       | 4,991                       | 0.24%                       | -                           | 4,310                           | 0.21%                           | -                               | 0                                     | 0.00%                                 | -                                     | 3,705   | 0.18%  | -        | -453,067  | -21.58% | 2,099,819   | AL   |
| アラスカ州           | 3        | 123,594               | 37.89%                | -                     | 193,841                 | 59.42%                  | 3                       | 3,783                   | 1.16%                   | -                       | 1,589                       | 0.49%                       | -                           | 1,660                           | 0.51%                           | -                               | 0                                     | 0.00%                                 | -                                     | 1,730   | 0.53%  | -        | -70,247   | -21.54% | 326,197     | AK   |
| アリゾナ州           | 10       | 1,034,707             | 45.12%                | -                     | 1,230,111               | 53.64%                  | 10                      | 11,301                  | 0.49%                   | -                       | 12,555                      | 0.55%                       | -                           | 1,371                           | 0.06%                           | -                               | 3,406                                 | 0.15%                                 | -                                     | 24      | 0.00%  | -        | -195,404  | -8.52%  | 2,293,475   | AZ   |
| アーカンソー州       | 6        | 422,310               | 38.86%                | -                     | 638,017                 | 58.72%                  | 6                       | 12,882                  | 1.19%                   | -                       | 4,776                       | 0.44%                       | -                           | 4,023                           | 0.37%                           | -                               | 3,470                                 | 0.32%                                 | -                                     | 1,139   | 0.10%  | -        | -215,707  | -19.85% | 1,086,617   | AR   |
| カリフォルニア州     | 55       | 8,274,473             | 61.01%                | 55                    | 5,011,781               | 36.95%                  | -                       | 108,381                 | 0.80%                   | -                       | 67,582                      | 0.50%                       | -                           | 3,145                           | 0.02%                           | -                               | 38,774                                | 0.29%                                 | -                                     | 57,764  | 0.43%  | -        | 3,262,692 | 24.06%  | 13,561,900  | CA   |
| コロラド州           | 9        | 1,288,633             | 53.66%                | 9                     | 1,073,629               | 44.71%                  | -                       | 13,352                  | 0.56%                   | -                       | 10,898                      | 0.45%                       | -                           | 6,233                           | 0.26%                           | -                               | 2,822                                 | 0.12%                                 | -                                     | 5,895   | 0.25%  | -        | 215,004   | 8.95%   | 2,401,462   | CO   |
| コネチカット州       | 7        | 997,772               | 60.59%                | 7                     | 629,428                 | 38.22%                  | -                       | 19,162                  | 1.16%                   | -                       | 0                           | 0.00%                       | -                           | 311                             | 0.02%                           | -                               | 90                                    | 0.01%                                 | -                                     | 34      | 0.00%  | -        | 368,344   | 22.37%  | 1,646,797   | CT   |
| デラウェア州         | 3        | 255,459               | 61.94%                | 3                     | 152,374                 | 36.95%                  | -                       | 2,401                   | 0.58%                   | -                       | 1,109                       | 0.27%                       | -                           | 626                             | 0.15%                           | -                               | 385                                   | 0.09%                                 | -                                     | 58      | 0.01%  | -        | 103,085   | 25.00%  | 412,412     | DE   |
| コロンビア特別区     | 3        | 245,800               | 92.46%                | 3                     | 17,367                  | 6.53%                   | -                       | 958                     | 0.36%                   | -                       | 0                           | 0.00%                       | -                           | 0                               | 0.00%                           | -                               | 590                                   | 0.22%                                 | -                                     | 1,138   | 0.43%  | -        | 228,433   | 85.92%  | 265,853     | DC   |
| フロリダ州           | 27       | 4,282,074             | 51.03%                | 27                    | 4,045,624               | 48.22%                  | -                       | 28,124                  | 0.34%                   | -                       | 17,218                      | 0.21%                       | -                           | 7,915                           | 0.09%                           | -                               | 2,887                                 | 0.03%                                 | -                                     | 6,902   | 0.08%  | -        | 236,450   | 2.82%   | 8,390,744   | FL   |
| ジョージア州         | 15       | 1,844,123             | 46.99%                | -                     | 2,048,759               | 52.20%                  | 15                      | 1,158                   | 0.03%                   | -                       | 28,731                      | 0.73%                       | -                           | 1,402                           | 0.04%                           | -                               | 250                                   | 0.01%                                 | -                                     | 63      | 0.00%  | -        | -204,636  | -5.21%  | 3,924,486   | GA   |
| ハワイ州             | 4        | 325,871               | 71.85%                | 4                     | 120,566                 | 26.58%                  | -                       | 3,825                   | 0.84%                   | -                       | 1,314                       | 0.29%                       | -                           | 1,013                           | 0.22%                           | -                               | 979                                   | 0.22%                                 | -                                     | 0       | 0.00%  | -        | 205,305   | 45.26%  | 453,568     | HI   |
| アイダホ州           | 4        | 236,440               | 36.09%                | -                     | 403,012                 | 61.52%                  | 4                       | 7,175                   | 1.10%                   | -                       | 3,658                       | 0.56%                       | -                           | 4,747                           | 0.72%                           | -                               | 39                                    | 0.01%                                 | -                                     | 51      | 0.01%  | -        | -166,572  | -25.43% | 655,122     | ID   |
| イリノイ州           | 21       | 3,419,348             | 61.92%                | 21                    | 2,031,179               | 36.78%                  | -                       | 30,948                  | 0.56%                   | -                       | 19,642                      | 0.36%                       | -                           | 8,256                           | 0.15%                           | -                               | 11,838                                | 0.21%                                 | -                                     | 1,160   | 0.02%  | -        | 1,388,169 | 25.14%  | 5,522,371   | IL   |
| インディアナ州       | 11       | 1,374,039             | 49.95%                | 11                    | 1,345,648               | 48.91%                  | -                       | 909                     | 0.03%                   | -                       | 29,257                      | 1.06%                       | -                           | 1,024                           | 0.04%                           | -                               | 87                                    | 0.00%                                 | -                                     | 90      | 0.00%  | -        | 28,391    | 1.03%   | 2,751,054   | IN   |
| アイオワ州           | 7        | 828,940               | 53.93%                | 7                     | 682,379                 | 44.39%                  | -                       | 8,014                   | 0.52%                   | -                       | 4,590                       | 0.30%                       | -                           | 4,445                           | 0.29%                           | -                               | 1,423                                 | 0.09%                                 | -                                     | 7,332   | 0.48%  | -        | 146,561   | 9.53%   | 1,537,123   | IA   |
| カンザス州           | 6        | 514,765               | 41.65%                | -                     | 699,655                 | 56.61%                  | 6                       | 10,527                  | 0.85%                   | -                       | 6,706                       | 0.54%                       | -                           | 4,148                           | 0.34%                           | -                               | 35                                    | 0.00%                                 | -                                     | 36      | 0.00%  | -        | -184,890  | -14.96% | 1,235,872   | KS   |
| ケンタッキー州       | 8        | 751,985               | 41.17%                | -                     | 1,048,462               | 57.40%                  | 8                       | 15,378                  | 0.84%                   | -                       | 5,989                       | 0.33%                       | -                           | 4,694                           | 0.26%                           | -                               | 0                                     | 0.00%                                 | -                                     | 112     | 0.01%  | -        | -296,477  | -16.23% | 1,826,620   | KY   |
| ルイジアナ州         | 9        | 782,989               | 39.93%                | -                     | 1,148,275               | 58.56%                  | 9                       | 6,997                   | 0.36%                   | -                       | 0                           | 0.00%                       | -                           | 2,581                           | 0.13%                           | -                               | 9,187                                 | 0.47%                                 | -                                     | 10,732  | 0.55%  | -        | -365,286  | -18.63% | 1,960,761   | LA   |
| メイン州★            | 4        | 421,923               | 57.71%                | 4                     | 295,273                 | 40.38%                  | -                       | 10,636                  | 1.45%                   | -                       | 251                         | 0.03%                       | -                           | 177                             | 0.02%                           | -                               | 2,900                                 | 0.40%                                 | -                                     | 3       | 0.00%  | -        | 126,650   | 17.32%  | 731,163     | ME   |
| メリーランド州       | 10       | 1,629,467             | 61.92%                | 10                    | 959,862                 | 36.47%                  | -                       | 14,713                  | 0.56%                   | -                       | 9,842                       | 0.37%                       | -                           | 3,760                           | 0.14%                           | -                               | 4,747                                 | 0.18%                                 | -                                     | 9,205   | 0.35%  | -        | 669,605   | 25.44%  | 2,631,596   | MD   |
| マサチューセッツ州   | 12       | 1,904,097             | 61.80%                | 12                    | 1,108,854               | 35.99%                  | -                       | 28,841                  | 0.94%                   | -                       | 13,189                      | 0.43%                       | -                           | 4,971                           | 0.16%                           | -                               | 6,550                                 | 0.21%                                 | -                                     | 14,483  | 0.47%  | -        | 795,243   | 25.81%  | 3,080,985   | MA   |
| ミシガン州           | 17       | 2,872,579             | 57.43%                | 17                    | 2,048,639               | 40.96%                  | -                       | 33,085                  | 0.66%                   | -                       | 23,716                      | 0.47%                       | -                           | 14,685                          | 0.29%                           | -                               | 8,892                                 | 0.18%                                 | -                                     | 170     | 0.00%  | -        | 823,940   | 16.47%  | 5,001,766   | MI   |
| ミネソタ州           | 10       | 1,573,354             | 54.06%                | 10                    | 1,275,409               | 43.82%                  | -                       | 30,152                  | 1.04%                   | -                       | 9,174                       | 0.32%                       | -                           | 6,787                           | 0.23%                           | -                               | 5,174                                 | 0.18%                                 | -                                     | 10,319  | 0.35%  | -        | 297,945   | 10.24%  | 2,910,369   | MN   |
| ミシシッピ州         | 6        | 554,662               | 43.00%                | -                     | 724,597                 | 56.18%                  | 6                       | 4,011                   | 0.31%                   | -                       | 2,529                       | 0.20%                       | -                           | 2,551                           | 0.20%                           | -                               | 1,034                                 | 0.08%                                 | -                                     | 481     | 0.04%  | -        | -169,935  | -13.17% | 1,289,865   | MS   |
| ミズーリ州           | 11       | 1,441,911             | 49.29%                | -                     | 1,445,814               | 49.43%                  | 11                      | 17,813                  | 0.61%                   | -                       | 11,386                      | 0.39%                       | -                           | 8,201                           | 0.28%                           | -                               | 80                                    | 0.00%                                 | -                                     | 0       | 0.00%  | -        | -3,903    | -0.13%  | 2,925,205   | MO   |
| モンタナ州           | 3        | 231,667               | 47.25%                | -                     | 242,763                 | 49.51%                  | 3                       | 3,686                   | 0.75%                   | -                       | 1,355                       | 0.28%                       | -                           | 143                             | 0.03%                           | -                               | 23                                    | 0.00%                                 | -                                     | 10,665  | 2.18%  | -        | -11,096   | -2.26%  | 490,302     | MT   |
| ネブラスカ州★        | 5        | 333,319               | 41.60%                | 1                     | 452,979                 | 56.53%                  | 4                       | 5,406                   | 0.67%                   | -                       | 2,740                       | 0.34%                       | -                           | 2,972                           | 0.37%                           | -                               | 1,028                                 | 0.13%                                 | -                                     | 2,837   | 0.35%  | -        | -119,660  | -14.93% | 801,281     | NE   |
| ネバダ州             | 5        | 533,736               | 55.15%                | 5                     | 412,827                 | 42.65%                  | -                       | 6,150                   | 0.64%                   | -                       | 4,263                       | 0.44%                       | -                           | 3,194                           | 0.33%                           | -                               | 1,411                                 | 0.15%                                 | -                                     | 6,267   | 0.65%  | -        | 120,909   | 12.49%  | 967,848     | NV   |
| ニューハンプシャー州 | 4        | 384,826               | 54.13%                | 4                     | 316,534                 | 44.52%                  | -                       | 3,503                   | 0.49%                   | -                       | 2,217                       | 0.31%                       | -                           | 226                             | 0.03%                           | -                               | 40                                    | 0.01%                                 | -                                     | 3,624   | 0.51%  | -        | 68,292    | 9.61%   | 710,970     | NH   |
| ニュージャージー州   | 15       | 2,215,422             | 57.27%                | 15                    | 1,613,207               | 41.70%                  | -                       | 21,298                  | 0.55%                   | -                       | 8,441                       | 0.22%                       | -                           | 3,956                           | 0.10%                           | -                               | 3,636                                 | 0.09%                                 | -                                     | 2,277   | 0.06%  | -        | 602,215   | 15.57%  | 3,868,237   | NJ   |
| ニューメキシコ州     | 5        | 472,422               | 56.91%                | 5                     | 346,832                 | 41.78%                  | -                       | 5,327                   | 0.64%                   | -                       | 2,428                       | 0.29%                       | -                           | 1,597                           | 0.19%                           | -                               | 1,552                                 | 0.19%                                 | -                                     | 0       | 0.00%  | -        | 125,590   | 15.13%  | 830,158     | NM   |
| ニューヨーク州       | 31       | 4,804,945             | 62.88%                | 31                    | 2,752,771               | 36.03%                  | -                       | 41,249                  | 0.54%                   | -                       | 19,596                      | 0.26%                       | -                           | 634                             | 0.01%                           | -                               | 12,801                                | 0.17%                                 | -                                     | 8,935   | 0.12%  | -        | 2,052,174 | 26.86%  | 7,640,931   | NY   |
| ノースカロライナ州   | 15       | 2,142,651             | 49.70%                | 15                    | 2,128,474               | 49.38%                  | -                       | 1,448                   | 0.03%                   | -                       | 25,722                      | 0.60%                       | -                           | 0                               | 0.00%                           | -                               | 158                                   | 0.00%                                 | -                                     | 12,336  | 0.29%  | -        | 14,177    | 0.33%   | 4,310,789   | NC   |
| ノースダコタ州       | 3        | 141,278               | 44.62%                | -                     | 168,601                 | 53.25%                  | 3                       | 4,189                   | 1.32%                   | -                       | 1,354                       | 0.43%                       | -                           | 1,199                           | 0.38%                           | -                               | 0                                     | 0.00%                                 | -                                     | 0       | 0.00%  | -        | -27,323   | -8.63%  | 316,621     | ND   |
| オハイオ州           | 20       | 2,940,044             | 51.50%                | 20                    | 2,677,820               | 46.91%                  | -                       | 42,337                  | 0.74%                   | -                       | 19,917                      | 0.35%                       | -                           | 12,565                          | 0.22%                           | -                               | 8,518                                 | 0.15%                                 | -                                     | 7,149   | 0.13%  | -        | 262,224   | 4.59%   | 5,708,350   | OH   |
| オクラホマ州         | 7        | 502,496               | 34.35%                | -                     | 960,165                 | 65.65%                  | 7                       | 0                       | 0.00%                   | -                       | 0                           | 0.00%                       | -                           | 0                               | 0.00%                           | -                               | 0                                     | 0.00%                                 | -                                     | 0       | 0.00%  | -        | -457,669  | -31.29% | 1,462,661   | OK   |
| オレゴン州           | 7        | 1,037,291             | 56.75%                | 7                     | 738,475                 | 40.40%                  | -                       | 18,614                  | 1.02%                   | -                       | 7,635                       | 0.42%                       | -                           | 7,693                           | 0.42%                           | -                               | 4,543                                 | 0.25%                                 | -                                     | 13,613  | 0.74%  | -        | 298,816   | 16.35%  | 1,827,864   | OR   |
| ペンシルベニア州     | 21       | 3,276,363             | 54.49%                | 21                    | 2,655,885               | 44.17%                  | -                       | 42,977                  | 0.71%                   | -                       | 19,912                      | 0.33%                       | -                           | 1,092                           | 0.02%                           | -                               | 0                                     | 0.00%                                 | -                                     | 17,043  | 0.28%  | -        | 620,478   | 10.32%  | 6,013,272   | PA   |
| ロードアイランド州   | 4        | 296,571               | 62.86%                | 4                     | 165,391                 | 35.06%                  | -                       | 4,829                   | 1.02%                   | -                       | 1,382                       | 0.29%                       | -                           | 675                             | 0.14%                           | -                               | 797                                   | 0.17%                                 | -                                     | 2,121   | 0.45%  | -        | 131,180   | 27.81%  | 471,766     | RI   |
| サウスカロライナ州   | 8        | 862,449               | 44.90%                | -                     | 1,034,896               | 53.87%                  | 8                       | 5,053                   | 0.26%                   | -                       | 7,283                       | 0.38%                       | -                           | 6,827                           | 0.36%                           | -                               | 4,461                                 | 0.23%                                 | -                                     | 0       | 0.00%  | -        | -172,447  | -8.98%  | 1,920,969   | SC   |
| サウスダコタ州       | 3        | 170,924               | 44.75%                | -                     | 203,054                 | 53.16%                  | 3                       | 4,267                   | 1.12%                   | -                       | 1,835                       | 0.48%                       | -                           | 1,895                           | 0.50%                           | -                               | 0                                     | 0.00%                                 | -                                     | 0       | 0.00%  | -        | -32,130   | -8.41%  | 381,975     | SD   |
| テネシー州           | 11       | 1,087,437             | 41.83%                | -                     | 1,479,178               | 56.90%                  | 11                      | 11,560                  | 0.44%                   | -                       | 8,547                       | 0.33%                       | -                           | 8,191                           | 0.32%                           | -                               | 2,499                                 | 0.10%                                 | -                                     | 2,337   | 0.09%  | -        | -391,741  | -15.07% | 2,599,749   | TN   |
| テキサス州           | 34       | 3,528,633             | 43.68%                | -                     | 4,479,328               | 55.45%                  | 34                      | 5,751                   | 0.07%                   | -                       | 56,116                      | 0.69%                       | -                           | 5,708                           | 0.07%                           | -                               | 909                                   | 0.01%                                 | -                                     | 1,350   | 0.02%  | -        | -950,695  | -11.77% | 8,077,795   | TX   |
| ユタ州               | 5        | 327,670               | 34.41%                | -                     | 596,030                 | 62.58%                  | 5                       | 8,416                   | 0.88%                   | -                       | 6,966                       | 0.73%                       | -                           | 12,012                          | 1.26%                           | -                               | 982                                   | 0.10%                                 | -                                     | 294     | 0.03%  | -        | -268,360  | -28.18% | 952,370     | UT   |
| バーモント州         | 3        | 219,262               | 67.46%                | 3                     | 98,974                  | 30.45%                  | -                       | 3,339                   | 1.03%                   | -                       | 1,067                       | 0.33%                       | -                           | 500                             | 0.15%                           | -                               | 66                                    | 0.02%                                 | -                                     | 1,838   | 0.57%  | -        | 120,288   | 37.01%  | 325,046     | VT   |
| バージニア州         | 13       | 1,959,532             | 52.63%                | 13                    | 1,725,005               | 46.33%                  | -                       | 11,483                  | 0.31%                   | -                       | 11,067                      | 0.30%                       | -                           | 7,474                           | 0.20%                           | -                               | 2,344                                 | 0.06%                                 | -                                     | 6,355   | 0.17%  | -        | 234,527   | 6.30%   | 3,723,260   | VA   |
| ワシントン州         | 11       | 1,750,848             | 57.65%                | 11                    | 1,229,216               | 40.48%                  | -                       | 29,489                  | 0.97%                   | -                       | 12,728                      | 0.42%                       | -                           | 9,432                           | 0.31%                           | -                               | 3,819                                 | 0.13%                                 | -                                     | 1,346   | 0.04%  | -        | 521,632   | 17.18%  | 3,036,878   | WA   |
| ウェストバージニア州 | 5        | 303,857               | 42.59%                | -                     | 397,466                 | 55.71%                  | 5                       | 7,219                   | 1.01%                   | -                       | 0                           | 0.00%                       | -                           | 2,465                           | 0.35%                           | -                               | 2,355                                 | 0.33%                                 | -                                     | 89      | 0.01%  | -        | -93,609   | -13.12% | 713,451     | WV   |
| ウィスコンシン州     | 10       | 1,677,211             | 56.22%                | 10                    | 1,262,393               | 42.31%                  | -                       | 17,605                  | 0.59%                   | -                       | 8,858                       | 0.30%                       | -                           | 5,072                           | 0.17%                           | -                               | 4,216                                 | 0.14%                                 | -                                     | 8,062   | 0.27%  | -        | 414,818   | 13.90%  | 2,983,417   | WI   |
| ワイオミング州       | 3        | 82,868                | 32.54%                | -                     | 164,958                 | 64.78%                  | 3                       | 2,525                   | 0.99%                   | -                       | 1,594                       | 0.63%                       | -                           | 1,192                           | 0.47%                           | -                               | 0                                     | 0.00%                                 | -                                     | 1,521   | 0.60%  | -        | -82,090   | -32.24% | 254,658     | WY   |
| U.S. 合計            | 538      | 69,498,516            | 52.93%                | 365                   | 59,948,323              | 45.65%                  | 173                     | 739,034                 | 0.56%                   | -                       | 523,715                     | 0.40%                       | -                           | 199,750                         | 0.15%                           | -                               | 161,797                               | 0.12%                                 | -                                     | 242,685 | 0.18%  | -        | 9,550,193 | 7.27%   | 131,313,820 | US   |

†メイン州とネブラスカ州では選挙人を候補者間で分けることができる。両州とも選挙人2人が全州での勝者に割り当てられる。またそれぞれの下院選挙区の勝者に選挙人1人がそれぞれ割り当てられる。以下の票は2州の選挙区ごとの公式結果である。
| 選挙区            | 選挙人数 | オバマ  | %      | マケイン | %      | ネーダー | %     | バール | %     | ボールドウィン | %     | マッキンリー | %     | その他 | %     | 票差    | %       | 合計    |
| ----------------- | -------- | ------- | ------ | -------- | ------ | -------- | ----- | ------ | ----- | -------------- | ----- | ------------ | ----- | ------ | ----- | ------- | ------- | ------- |
| メイン州第1区     | 1        | 232,145 | 60.51% | 144,604  | 37.69% | 5,263    | 1.37% |        |       |                |       | 1,362        | 0.36% | 252    | 0.07% | 87,541  | 22.82%  | 383,626 |
| メイン州第2区     | 1        | 189,778 | 54.61% | 150,669  | 43.35% | 5,373    | 1.55% |        |       |                |       | 1,538        | 0.44% | 179    | 0.05% | 39,109  | 11.25%  | 347,537 |
| ネブラスカ州第1区 | 1        | 121,411 | 44.33% | 148,179  | 54.10% | 1,963    | 0.72% | 922    | 0.34% | 1,024          | 0.37% | 394          | 0.14% |        |       | -26,768 | -9.77%  | 273,893 |
| ネブラスカ州第2区 | 1        | 138,809 | 49.97% | 135,439  | 48.75% | 1,628    | 0.59% | 1,014  | 0.36% | 599            | 0.22% | 320          | 0.12% |        |       | 3,370   | 1.21%   | 277,809 |
| ネブラスカ州第3区 | 1        | 73,099  | 29.63% | 169,361  | 68.64% | 1,815    | 0.74% | 804    | 0.33% | 1,349          | 0.55% | 314          | 0.13% |        |       | -96,262 | -39.01% | 246,742 |

### 接戦だった州
青字は民主党、赤字は共和党が勝利したことを示す。数字は得票率の差。
得票率差1%未満 (選挙人数26):
1. ミズーリ州 0.13%
2. ノースカロライナ州 0.33%

得票率差5%未満 (選挙人数62):
1. インディアナ州 1.03%
2. ネブラスカ州第2区 1.21%
3. モンタナ州 2.26%
4. フロリダ州 2.82%
5. オハイオ州 4.59%

得票率差5%以上10%未満 (選挙人数73):
1. ジョージア州 5.21%
2. バージニア州 6.30%
3. サウスダコタ州 8.41%
4. アリゾナ州 8.52%
5. ノースダコタ州 8.63%
6. コロラド州 8.95%
7. サウスカロライナ州 8.98%
8. アイオワ州 9.53%
9. ニューハンプシャー州 9.61%
10. ネブラスカ州第1区 9.77%

## その他の特筆事項

### 現職正副大統領の不出馬
現職のブッシュ大統領は2期の任期を満了することとなるため、合衆国憲法修正第22条の規定により3選出馬をすることはできない。
現職大統領が2期8年の任期を満了した場合には、副大統領を務めていた者が後継候補として立候補する例が続いている。アイゼンハウアー大統領→ニクソン副大統領、レーガン大統領→ブッシュ（父）副大統領、クリントン大統領→ゴア副大統領の各候補である。
しかし、現在のチェイニー副大統領は、2001年以降たびたび大統領選挙への不出馬を表明し、実際に立候補しなかった。このため、現職の大統領・副大統領が大統領選に出馬しない例としては1928年のクーリッジ大統領とドーズ副大統領以来80年ぶりのケースとなった（1952年のアイゼンハウアー、スティーヴンソン両候補とも副大統領ではないが、このときはバークリー副大統領が民主党予備選に立候補している）。

### 史上最も高い選挙費用
2007年1月の報道によれば、連邦選挙委員会委員長は、この2008年の選挙運動が史上最も長く、かつ最も費用のかかる選挙となる、と述べたとされている 。それによれば、立候補するための「エントリー費用」として、2007年末までに各候補者は1億ドルを集める必要があるとしている。なお、前回の2004年の大統領選挙においてブッシュ・ケリーの両候補はそれぞれ予備選挙段階で2億ドルを超える選挙費用を調達している。

### 「生まれによる米国市民」
共和党マケイン候補は、祖父と父がアメリカ海軍大将で、両親ともアメリカ本土生まれで米国籍を有しており、当然にマケインも米国籍を得ているが、父が軍務で赴任していた本人出生地のパナマ運河地帯（当時）はアメリカの「未編入領土」(Unincorporated territory)であり、出生地主義による国籍取得は認められていなかった。これについて、2008年の大統領選挙出馬に際して大統領就任資格の「生まれによる米国市民」を満たさないとする声が上がった。このため、上院では2008年4月30日に「マケインは『生まれによる米国市民』であり、大統領就任資格があることを確認する」と宣言する法的拘束力なき決議が全会一致で行われた。この決議案はライバルの民主党から提出され、マケインとの本選挙対決を目指して民主党予備選で争っていたオバマ候補とクリントン候補（両名とも当時上院議員）が決議案共同提出者として名を連ねた。
一方、米国籍の母とケニア国籍の父から米国本土であるハワイ州で生まれたとされるオバマ候補に関しても、実は米国外で生まれており「生まれによる米国市民」に該当しないという主張が右翼からなされた。この件は、民主党はもとより共和党主流からも相手にはされず、オバマの当選を承認した両院合同会議でも全く異議が上がらなかったものの、その後も在野の右翼から根強く主張がなされた（記事 バラク・オバマの国籍陰謀論 参照）。

### 海外の反応
- オバマの父親の出身国であるケニアでの関心は非常に高く、オバマの一般投票勝利を祝い急遽祝日を設けたほどである[10]。
- イランのアフマディネジャド大統領はオバマの一般投票勝利を受けて祝意を表したが、イランの国家指導者がアメリカ大統領選挙の勝利者を祝福したことは1979年のイラン革命以来はじめてである[11]。
- 日本では、福井県小浜市において、発音が同じということでオバマ候補への応援が盛り上がり、海外メディアからの取材や「オバマ候補を勝手に応援する会」が結成されている。